# Cyprus op de Olympische Winterspelen 1992
Tijdens de Olympische Winterspelen van 1992, die in Albertville (Frankrijk) werden gehouden, nam Cyprus voor de vierde keer deel.

## Deelnemers en resultaten

### Alpineskiën
| Olympiër             | Discipline       | Resultaat | Prestatie                          |
| -------------------- | ---------------- | --------- | ---------------------------------- |
| Sokratis Aristodimou | super g (m)      | 80e       | 1.30,13 (+17,09)                   |
| Sokratis Aristodimou | reuzenslalom (m) | 76e       | 2.48,16 (+41,18) 1.25,03+1.23,13   |
| Sokratis Aristodimou | slalom (m)       | 47e       | 2.23,89 (+39,50) 1.12,68+1.11,21   |
| Alekhis Fotiadis     | super g (m)      | 81e       | 1.30,31 (+17,27)                   |
| Alekhis Fotiadis     | reuzenslalom (m) | 61e       | 2.39,99 (+33,01) 1.22,01+1.17,98   |
| Alekhis Fotiadis     | slalom (m)       | 44e       | 2.14,76 (+30,37) 1.07,10+1.07,66   |
| Andreas Vasili       | super g (m)      | 84e       | 1.32,78 (+19,74)                   |
| Andreas Vasili       | reuzenslalom (m) | 69e       | 2.46,26 (+39,28) 1.22,86+1.23,40   |
| Andreas Vasili       | slalom (m)       | 55e       | 2.46,67 (+1.02,28) 1.11,97+1.34,70 |
|                      |                  |           |                                    |
| Karolina Fotiadou    | reuzenslalom (v) | 39e       | 2.57,14 (+44,40) 1.28,66+1.28,48   |
| Karolina Fotiadou    | slalom (v)       | 35e       | 2.04,19 (+31,51) 1.06,13+58,06     |

Algerije · Amerikaanse Maagdeneilanden · Andorra · Argentinië · Australië · België · Bermuda · Bolivia · Brazilië · Bulgarije · Canada · Chili · China · Chinees Taipei · Costa Rica · Cyprus · Denemarken · Duitsland · Estland · Filipijnen · Finland · Frankrijk · Gezamenlijk team · Griekenland · Groot-Brittannië · Honduras · Hongarije · Ierland · IJsland · India · Italië · Jamaica · Japan · Joegoslavië · Kroatië · Letland · Libanon · Liechtenstein · Litouwen · Luxemburg · Marokko · Mexico · Monaco · Mongolië · Nederland · Nederlandse Antillen · Nieuw-Zeeland · Noord-Korea · Noorwegen · Oostenrijk · Polen · Puerto Rico · Roemenië · San Marino · Senegal · Slovenië · Spanje · Swaziland · Tsjecho-Slowakije · Turkije · Verenigde Staten · Zuid-Korea · Zweden · Zwitserland